# Virgin Group

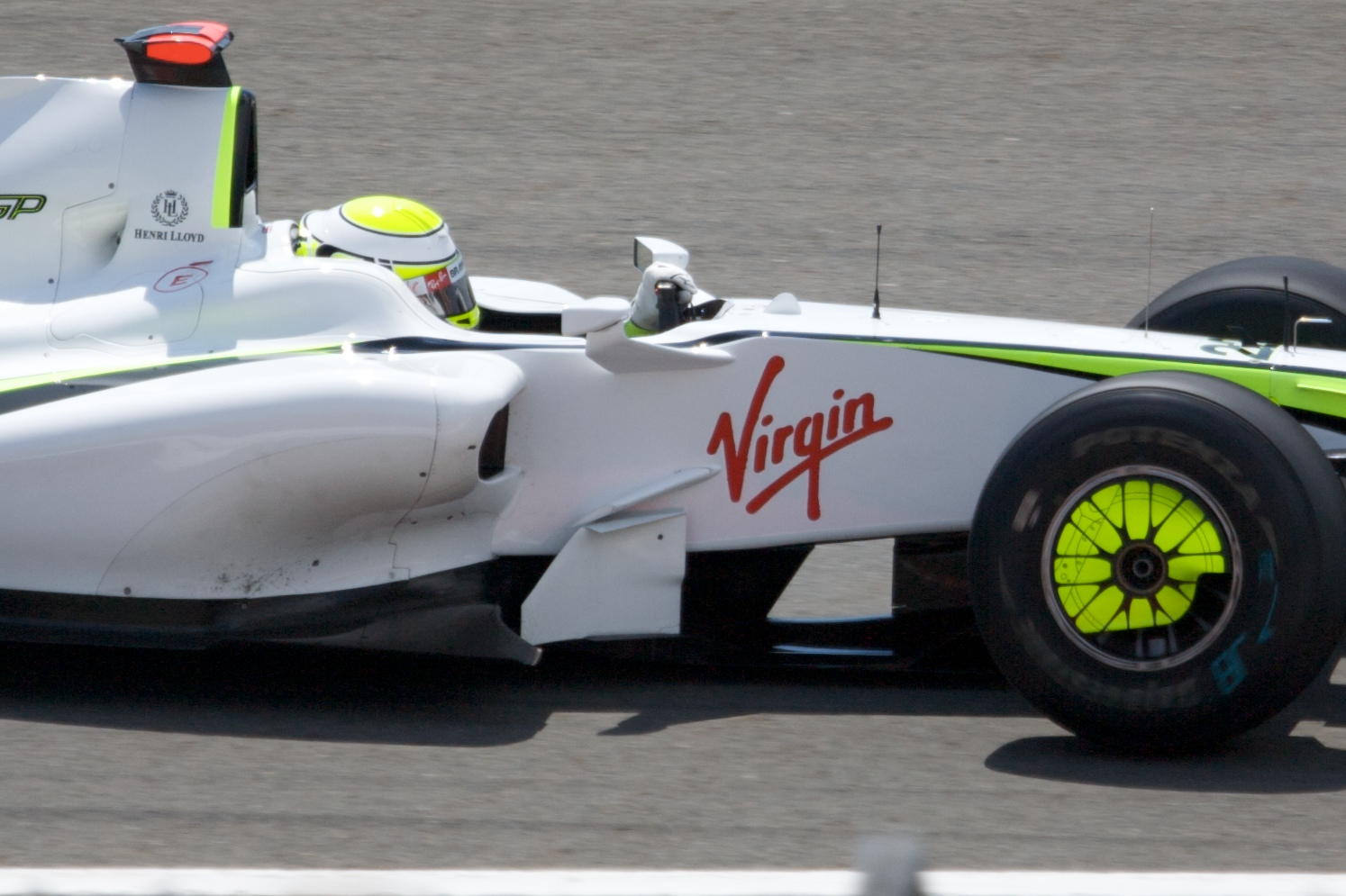
Логотип Virgin на болиде Формулы-1 лучшей команды 2009 года — Brawn GP.

Virgin Group — международный конгломерат компаний, основанный британским бизнесменом Ричардом Брэнсоном. История компании началась в 1970 году, когда Брэнсон вместе с другом детства Ником Пауэллом открыл в Ноттинг-Хилле магазин пластинок Virgin Records and Tapes.
Более всего Virgin Group известна своей деятельностью в области звукозаписи, авиаперевозок, сотовой связи, кабельного телевидения и радио. В 2018 совокупный доход всей Virgin Group составил 16,6 млрд фунтов стерлингов, а количество сотрудников компании превысило 69 тысяч человек в 35 странах.

## Компании
| Название компании         | Доля владения                                                                               | Сектор                                        |
| ------------------------- | ------------------------------------------------------------------------------------------- | --------------------------------------------- |
| Envision Virgin Racing    | Меньшинство                                                                                 | Мотоспорт                                     |
| Virgin Active             | 20 %                                                                                        | Здоровье, Сеть спортзалов                     |
| Virgin Balloon Flights    | Лицензия на бренд принадлежит AirXcite Ltd.                                                 | Воздушные шары                                |
| Virgin Atlantic           | 51 %                                                                                        | Путешествия, Авиакомпания                     |
| Virgin Australia Holdings | 5 %                                                                                         | Путешествия, Авиакомпания                     |
| Virgin Books              | 10 %                                                                                        | Издательство                                  |
| Virgin Experience Days    | Лицензия на бренд принадлежит Inflexion Private Equity.                                     | Гостеприимство                                |
| Virgin Galactic           | 24 %                                                                                        | Путешествия, Аэрокосмическая промышленность   |
| Virgin Holidays           | 51 %                                                                                        | Путешествия, Туроператор                      |
| Virgin Hotels             | 100 %                                                                                       | Путешествия, Сеть отелей                      |
| Virgin Hyperloop          |                                                                                             | Путешествия, Высокоскоростная железная дорога |
| Virgin Limited Edition    | 100 %                                                                                       | Путешествия, Сеть отелей                      |
| Virgin Limobike           | 100 %                                                                                       | Путешествия, мототакси                        |
| Virgin Media O2           | Совместное предприятие 50/50 между Liberty Global и Telefónica.                             | Коммуникации                                  |
| Virgin Megastores         | Лицензия на бренд предоставлена Azadea Group, мегамагазинам Ливана SAL и Retail Holding SA. | Розничная торговля                            |
| Virgin Mobile             | 100 %                                                                                       | Коммуникации                                  |
| Virgin Money UK           | 13 %                                                                                        | Банковское дело                               |
| Virgin Oceanic            |                                                                                             | Путешествия, Подводный мир                    |
| Virgin Orbit              | 33 %                                                                                        | Аэрокосмическая промышленность                |
| Virgin Pulse              | 25 %                                                                                        | Бизнес-услуги                                 |
| Virgin Pure               | Партнерское соглашение с Strauss Group                                                      | Потребительские товары                        |
| Virgin Radio              | 100 %                                                                                       | Развлечения, Радио                            |
| Virgin Rail Group         | 51 %                                                                                        | Путешествия, Поезда                           |
| Virgin Sports             | 100 %                                                                                       | Спорт                                         |
| Virgin Unite              | 100 %                                                                                       | Благотворительность                           |
| Virgin Startup            | 100 %                                                                                       | Благотворительность                           |
| Virgin Vacations          | 100 %                                                                                       | Путешествия, Туроператор                      |
| Virgin Voucher            | 100 %                                                                                       | Розничная торговля                            |
| Virgin Voyages            | 49 %                                                                                        | Путешествия, Круизная компания                |

### Virgin StartUp
Virgin StartUp — некоммерческий инвестиционный фонд, который Ричард основал в 2013 году, чтобы «поддержать всех с такими же амбициями, какими были [у него] в детстве».

### Foodpreneur
Foodpreneur — конкурс стартапов, ориентированный на продукты питания и напитки, запущенный в 2014 году. Победители получали наставничество от Брэнсона, юридическую поддержку и консультации по бренду.

## Примечание
1. 1 2 3  About us (англ.). Virgin Group (2018). Дата обращения: 17 октября 2018. Архивировано 3 января 2018 года.
2. ↑  Murray-Morris, Sophie. Richard Branson launches Virgin StartUp at BoxPark Shoreditch (брит. англ.). Hackney Post (6 ноября 2013). Дата обращения: 18 сентября 2023. Архивировано 3 марта 2022 года.
3. ↑  Bradshaw, Aimee. Winners of Richard Branson’s “Foodpreneur” competition announced (брит. англ.). Startups.co.uk (22 сентября 2014). Дата обращения: 18 сентября 2023. Архивировано 7 марта 2023 года.